# Miriam Kutrowatz
Miriam Kutrowatz (* 1997 in Wien) ist eine österreichische Opernsängerin (Sopran).

## Leben

### Ausbildung
Miriam Kutrowatz wurde als Tochter des Pianisten und Komponisten Eduard Kutrowatz geboren, ihre Mutter Eva Reicher-Kutrowatz singt im Arnold Schoenberg Chor. Sie lernte Geige und Klavier, sang im Schulchor und besuchte Kurse für Modern Dance und zeitgenössischen Tanz unter anderem bei Doris Uhlich sowie das Bundesgymnasium und Bundesrealgymnasium Wien III in der Boerhaavegasse mit musikalischem Schwerpunkt.
Nach der Matura studierte sie Konzertfach Gesang bei Edith Lienbacher an der Universität für Musik und darstellende Kunst in Wien, das Studium schloss sie 2020 als Bachelor ab. Anschließend begann sie ein Masterstudium bei Florian Boesch. Meisterkurse besuchte sie bei Marijana Mijanović und Malcolm Martineau.
2019 gewann sie im Rahmen des Cesti-Wettbewerbs den Publikumspreis und den Young Artist Award, im selben Jahr sang sie am Schlosstheater Schönbrunn die Gretel in Engelbert Humperdincks Oper Hänsel und Gretel und beim Festivalsommer JOpera in Jennersdorf die Morgana in Georg Friedrich Händels Alcina.

### Opernkarriere
Mit der Spielzeit 2020/21 wurde sie am Theater an der Wien engagiert, wo sie bis 2022 Teil des Jungen Ensembles war. Dort sang sie unter anderem die Idaspe in Il Bajazet, Marie in Der Waffenschmied, die Erste Nichte in Peter Grimes, L’Amour in Orphée et Eurydice und Alinda in Il Giasone. Danach wurde sie Mitglied im Opernstudio der Wiener Staatsoper.
2020 debütierte sie bei der styriarte in Graz als Zerlina im Don Giovanni, später war sie dort in Händels Dixit Dominus und Vivaldis Magnificat unter Jordi Savall zu erleben. Im Rahmen des Young Singers Project gab sie 2021 mit der Titelpartie der Kinderoper Vom Stern, der nicht leuchten konnte von Elisabeth Naske ihr Debüt bei den Salzburger Festspielen.
In der Saison 2022/23 debütierte sie als Papagena in Mozarts Zauberflöte an der Wiener Staatsoper, wo sie auch Gianetta in Donizettis L’elisir d’amore und Barbarina in Mozarts Le nozze di Figaro auf der Bühne stand. Zum Jahreswechsel 2022/23 gab sie dort die Ida in der Fledermaus. Im Mai 2024 feierte sie als Eurydike in Claudio Monteverdis L’Orfeo an der Oper Zürich Premiere. Im März 2025 sang sie in der Uraufführung von Lied vom Rand der Welt, einer Überschreibung der Operette Der Zigeunerbaron, mit der Musik von Franui und einem Libretto von Roland Schimmelpfennig im MuseumsQuartier die Fleischerstochter Arsena.

### Konzertsängerin
Im März 2021 sang sie bei den Opernfestspielen Heidenheim in einer Mozart-Gala unter Marcus Bosch. Ende 2022 sprang sie bei Christmas in Vienna kurzfristig für die erkrankte Katharina Konradi ein. Im Wiener Konzerthaus trat sie in verschiedenen Programmen unter Philippe Jordan, Andrés Orozco-Estrada und Erwin Ortner auf.
Im Goldenen Saal des Wiener Musikvereins gab sie mit Mozarts Requiem ihr Debüt. Weitere Konzert- und Liedtätigkeit umfassen Die Schöpfung von Joseph Haydn, die Kantate Exultate Jubilate und die Große Messe in c-Moll von Mozart, die Kantate Mirjams Siegesgesang und Der Hochzeitsbraten von Franz Schubert sowie Filia im Oratorium Jephte von Carissimi. An der Deutschen Oper am Rhein war sie in der Saison 2022/23 bei der AIDS-Gala zu erleben.

## Repertoire (Auswahl)
- Francesco Cavalli – Giasone, Alinda
- Gaetano Donizetti – L’elisir d’amore, Gianetta
- Christoph Willibald Gluck in Orphée et Eurydice, L’Amour
- Georg Friedrich Händel – Alcina, Morgana
- Engelbert Humperdinck – Hänsel und Gretel, Gretel
- Albert Lortzing – Der Waffenschmied, Marie
- Claudio Monteverdi L’Orfeo, Eurydike
- Wolfgang Amadeus Mozart – Don Giovanni, Zerlina
- Wolfgang Amadeus Mozart – Le nozze di Figaro, Barbarina
- Wolfgang Amadeus Mozart – Die Zauberflöte, Papagena
- Johann Strauss – Der Karneval in Rom, Marie[15]
- Johann Strauss – Die Fledermaus, Ida

## Diskografie (Auswahl)
- 2023: Der Waffenschmied, Leo Hussain (Dirigent), Arnold Schoenberg Chor, ORF Radio-Symphonieorchester Wien, Capriccio

## Auszeichnungen und Nominierungen (Auswahl)
- 2019: Cesti-Wettbewerb: Publikumspreis und Young Artist Award[8][16]
- 2020: Semifinalistin beim Glyndenbourne Opera-Cup[5]
- 2024: Nominierung für den Österreichischen Musiktheaterpreis 2024 in der Kategorie Bester Nachwuchs weiblich für die Darstellung der Konstanze in Die Entführung ins Zauberreich am Opernstudio der Wiener Staatsoper[17]
- 2025: Nominierung für den Österreichischen Musiktheaterpreis 2025 in der Kategorie Bester Nachwuchs weiblich für die Gesamtleistung der Spielsaison 2023/24 an der Wiener Staatsoper[18][19]